# Yttriumhydrid
Yttriumhydrid (genauer Yttriumtrihydrid) ist eine chemische Verbindung des Yttriums aus der Gruppe der Hydride. Daneben ist mit Yttriumdihydrid ein weiteres Hydrid bekannt.

## Gewinnung und Darstellung
Yttriumhydrid kann durch Reaktion von Yttriumdihydrid mit Wasserstoff gewonnen werden.

## Eigenschaften
Yttriumhydrid ist ein gelber Feststoff. Er zersetzt sich oberhalb von 300 °C.
Er besitzt eine hexagonale Kristallstruktur mit der Raumgruppe P63cm (Raumgruppen-Nr. 185). Daneben existiert auch eine Modifikation mit der Raumgruppe Fm3m (Nr. 225).

## Verwendung
Während Yttrium und Yttriumdihydrid metallischen Charakter haben und sichtbares Licht reflektieren, ist Yttriumtrihydrid in dünner Schicht optisch transparent. Unter geeigneten Bedingungen vollzieht sich ein Übergang zwischen diesen beiden Verbindungen innerhalb von Sekundenbruchteilen, so dass sich dieser Vorgang für das menschliche Auge abrupt vollzieht. Die Reversibilität dieses Effekts macht es für technologische Anwendungen wie Spiegel oder Gläser interessant. Da das wasserstoffbedingte, optische Schalten bisher nur an dünnen Schichten, nicht jedoch an Volumenproben beobachtet wurde, ist es denkbar, dass die optische Transparenz eine Dünnschichteigenschaft ist. Yttriumtrihydrid wurde auch für den Einsatz als Moderator in Kernreaktoren untersucht.